# 석왕사 (고산군)
석왕사(釋王寺)는 조선민주주의인민공화국의 설봉산 기슭에 있는 사찰이다. 고려 말 또는 조선 초기에 건립되었다.
조선시대와 일제강점기 동안에는 함경남도 안변군에 속해 있었다. 광복 당시의 행정구역은 함남 안변군 석왕사면 사기리(沙器里)였다. 그러나 1946년 안변이 강원도로 편입되고 고산군이 안변군에서 분리되는 등 행정구역 변동이 일어나면서, 강원도 고산군 고산리에 속하게 되었다.
석왕사에는 조선 태조 이성계와 관련된 이야기가 전한다. 전설에 따르면 이성계가 젊었을 때 안변을 지나다가 석왕사 인근에서 잠을 자게 되었다. 꿈 속에서 이성계는 서까래 세 개를 짊어졌고, 꽃이 떨어지고 거울이 깨진 것을 보았다. 꿈에서 깨어난 뒤 한 고승에게 해몽을 부탁하니 서까래 세 개를 등에 진 모습은 임금 왕(王) 글자를 상징한다며, 꽃이 떨어지면 열매를 맺고 거울이 깨지면 소리가 나므로 왕이 될 징조라고 풀어 주었다. 해몽을 해준 이 승려는 지금의 석왕사 자리의 토굴에서 수도하고 있던 무학이라고 전한다. 이성계는 왕이 된 뒤 무학과 만난 장소에 절을 짓고 임금이 될 꿈을 꾼 곳이라 하여 석왕사라고 불렀다는 이야기다.
조선의 시조와 관계가 깊은 절이기 때문에 조선 시대에는 왕실의 보호를 받으며 건물 수십 동이 세워지는 등 번성했으며, 일제 강점기에도 31본산의 하나로 인근 귀주사와 함께 함경남도 지역의 본산 역할을 했다. 한국 전쟁 때 주요 건물이 대부분 파괴되어 불이문(不二門) 등 일부만 남게 되었다. 조선민주주의인민공화국의 국보로 지정되어 있고, 2008년에는 복원 계획도 발표되었고 그 계획에 따라  복원되었다.

## 천연기념물
- 석왕사 소나무림 - 조선민주주의인민공화국의 천연기념물 제208호
- 석왕사 느티나무 - 조선민주주의인민공화국의 천연기념물 제209호

## 같이 보기
- 설봉산
- 광명역 (고산)(구 석왕사역)

## 참고 자료
- 이근호 (2005년 7월 8일). 〈무학과 석왕사〉. 《이야기 조선왕조사》. 서울: 청아출판사. ISBN 8936803255.
- “北, 조선초기 사찰 석왕사 복원 추진”. 중앙일보 (연합뉴스 인용). 2008년 5월 7일. 2008년 5월 11일에 확인함.[깨진 링크(과거 내용 찾기)]